# Jiří Pecka (ciclista)
Jiří Pecka (nascido em 6 de outubro de 1940) é um ciclista olímpico tchecoslovaco. Representou sua nação em dois eventos nos Jogos Olímpicos de Verão de 1964.